# 帕托卡鎮區 (印地安納州克勞福德縣)
帕托卡鎮區（英語：Patoka Township）是位於美國印地安納州克勞福德縣的一個行政鎮區。

## 地方資料
根據2010年美國人口普查的數據，帕托卡鎮區的面積為118.20平方千米，當中陸地面積為113.10平方千米，而水域面積為5.10平方千米。當地共有人口1579人，而人口密度為每平方千米13.36人。